# Liefdesdossier van een telefoniste
Liefdesdossier van een telefoniste (Servo-Kroatisch: Ljubavni slučaj ili tragedija službenice P.T.T.) is een Joegoslavische dramafilm uit 1967 onder regie van Dušan Makavejev.

## Verhaal
De Hongaarse telefoniste Izabela wordt verliefd op Ahmed, een Joegoslavische inspecteur van rioolzuiveringsinstallaties. In geen tijd trekt hij bij haar in. Als Ahmed voor een maand op zakenreis gaat, heeft Izabela een avontuurtje met haar postbode. Bij zijn terugkeer ruikt Ahmed al snel onraad. Hij wordt dronken en dreigt ermee zelfmoord te plegen, maar hij doodt per ongeluk Izabela. Ahmed wordt ingerekend door de politie.

## Rolverdeling
| Acteur             | Personage |
| ------------------ | --------- |
| Eva Ras            | Izabela   |
| Slobodan Aligrudic | Ahmed     |
| Ružica Sokic       | Ruža      |
| Miodrag Andric     | Mica      |